# Wilhelm Nicolaus Prachensky
Wilhelm Nicolaus Prachensky (* 23. Jänner 1898 in Innsbruck; † 11. März 1956 ebenda) war ein österreichischer Maler, Grafiker und autodidaktischer Architekt.

## Leben
Nach dem Besuch der Staatsgewerbeschule Innsbruck von 1913 bis 1916 und dem Kriegsdienst studierte Prachensky von 1918 bis 1921 Malerei an der Akademie der bildenden Künste München bei Angelo Jank. Danach war er als Maler, Zeichner und Werbegrafiker in Innsbruck tätig. Ab den 1930er Jahren wandte er sich wie sein älterer Bruder Theodor Prachensky auch der Architektur zu. Im Zweiten Weltkrieg wurde er erneut eingezogen und musste in Polen und Frankreich Kriegsdienst leisten. Nach dem Krieg engagierte er sich in Projekten zum Wiederaufbau. Von 1946 bis 1955 bildete er eine Arbeitsgemeinschaft mit seinem Neffen Hubert Prachensky. Sein Sohn Markus Prachensky war als Maler und Grafiker in Wien tätig.
Prachensky war vielseitig tätig, er malte Landschaften und Porträts und war entscheidend an der Entwicklung der Moderne in Tirol beteiligt. Als Grafiker entwarf er unter anderem Plakate für den Tourismus. 1925 gründete er zusammen mit Leo Sebastian Humer, Ernst Nepo, Hans Andre, Franz Santifaller und anderen die Künstlergruppe „Die Waage“, die unter anderem die Wanderausstellung Tiroler Künstler organisierte, die 1925/1926 mit großem Erfolg in zahlreichen deutschen Städten gezeigt wurde. Neben seiner grafischen Tätigkeit entwarf Prachensky Gebäude und Möbel und gestaltete Innenräume, unter anderem für Hotels und Kinos.

## Werk (Auswahl)

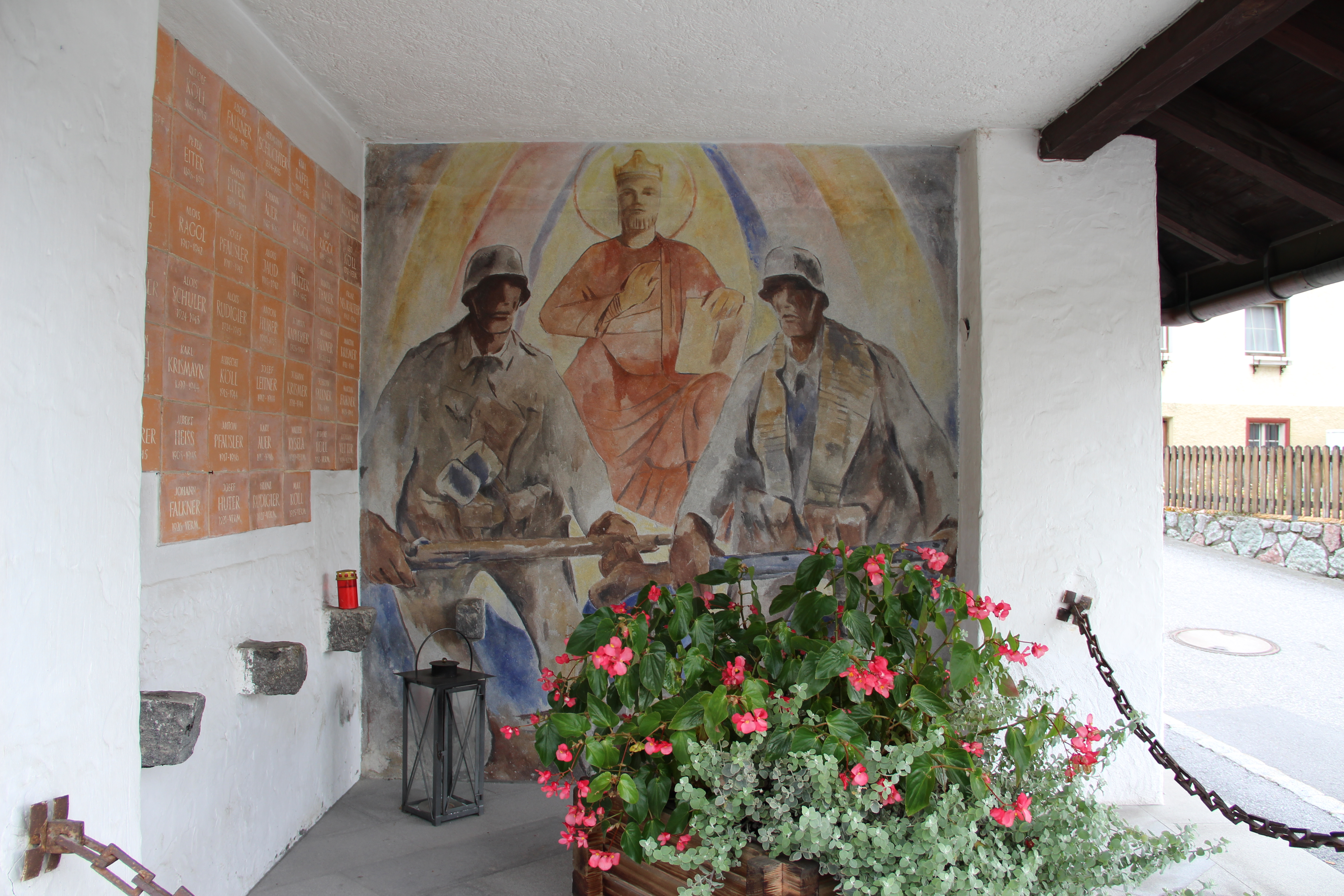
Fresko am Kriegerdenkmal in Roppen

- 1924: Innenausstattung des Grand Hotels (heutiges Parkhotel) in Kitzbühel
- 1927: Innenausstattung (getäfelte Stube) im Gasthaus „Weißes Rössl“ in Gries am Brenner[1]
- 1929–1930: Wohn- und Geschäftshaus Thöny in Innsbruck-Pradl[2]
- Entwurf von Pokalen und Schalen für die FIS-Wettkämpfe 1933
- 1933: Umbau und Innenraumgestaltung des Grandhotels Gröbner in Gossensaß
- 1933: Umbau und Fassadengestaltung des Hauses Maria-Theresien-Straße 25 in Innsbruck (mit Theodor Prachensky)[3]
- 1933: Ansitz Schneider in Seefeld in Tirol
- 1935–1937: Umgestaltung des Zentralkinos in Innsbruck
- 1940: Heimkehrender Soldat (publiziert als Umschlaggrafik der Zeitschrift Bergland, Heft 11/12 (November / Dezember 1940))[4]
- 1953: Fresko am Kriegerdenkmal in Roppen
- 1953: Barbarakapelle beim Magnesitbergwerk Tux[5]